# Фосфид золота(I)
Фосфид золота(I) — бинарное неограническое соединение металла золота и фосфора, формулой Au3P. При комнатной температуре представляет собой чёрный порошок, в воде и в щелочных средах разлагается.

## Получение
- Действие фосфина на димер хлорида золота(III):

{\displaystyle {\mathsf {6Au_{2}Cl_{6}+7PH_{3}+12H_{2}O\ {\xrightarrow {}}\ 4Au_{3}P+3H_{3}PO_{4}+36HCl}}}
- Реакция хлорида золота(I) с фосфином:

{\displaystyle {\mathsf {3AuCl+PH_{3}\ {\xrightarrow {}}\ Au_{3}P+3HCl}}}

## Физические свойства
Фосфид золота(I) образует чёрный порошок, разлагающийся при взаимодействии с водой и щелочами.

## Химические свойства
- Восстанавливается димером хлорида золота(III). Образующееся в ходе реакции золото выпадает в виде красного гидрозоля:

{\displaystyle {\mathsf {6Au_{3}P+Au_{2}Cl_{6}+12H_{2}O\ {\xrightarrow {}}\ 20Au\downarrow +6H_{3}PO_{2}+6HCl}}}